# 한국민사법학회
사단법인 한국민사법학회(韓國民事法學會, The Korean Association of Civil Law)는 민사법의 연구를 통하여 한국법학의 발전과 공익에 기여함을 목적으로 1957년 6월 1일에 설립된 학술단체이다. 설립 당시 국회에서 심의 중이던 민법 초안을 검토하여 그 성과를 입법에 반영하고자 각 대학의 민법학 전공 교수들이 결성한 ‘민사법연구회’를 모체로 하여 그 후에 다시 현재의 명칭으로 바꾸었다. 사무실은 서울특별시 서대문구 연세로 50 연세대학교 법학전문대학원 광복관 408호에 있다. 연구발표회와 학술대회를 개최, 학술지 비롯한 관련 분야 서적의 발행, 국내외 학회와의 교류 등을 활동하고 있다. 1987년에 창간된 학술지 《민사법학》을 발간하고 있다.

## 주요 사업
- 연구발표회 및 학술강연회의 개최
- 연구지를 비롯한 도서의 간행
- 외국 학계와의 교류
- 학술상 및 우수논문상 수여
- 목적사업의 경비를 충당하기 위한 수익사업
- 기타 본 법인의 목적을 달성함에 필요한 사업 등

## 역대 회장
| 대수   | 성명   | 소속             | 재직 기간     |
| ------ | ------ | ---------------- | ------------- |
| 제1대  | 이희봉 | 고려대학교       | 1957년~1972년 |
| 제2대  | 김증한 | 서울대학교       | 1972년~1986년 |
| 제3대  | 안이준 | 변호사           | 1986년~1989년 |
| 제4대  | 김용한 | 건국대학교       | 1990년~1991년 |
| 제5대  | 황적인 | 서울대학교       | 1992년~1993년 |
| 제6대  | 고창현 | 조선대학교       | 1994년~1995년 |
| 제7대  | 김형배 | 고려대학교       | 1996년~1997년 |
| 제8대  | 이시윤 | 명지대학교       | 1998년~1999년 |
| 제9대  | 서민   | 충남대학교       | 2000년~2001년 |
| 제10대 | 이영준 | 동국대학교       | 2002년~2003년 |
| 제11대 | 이은영 | 한국외국어대학교 | 2004년        |
| 제12대 | 양창수 | 서울대학교       | 2005년~2006년 |
| 제13대 | 김상용 | 연세대학교       | 2007년        |
| 제14대 | 정종휴 | 전남대학교       | 2008년        |
| 제15대 | 이상태 | 건국대학교       | 2009년        |
| 제16대 | 하경효 | 고려대학교       | 2010년        |
| 제17대 | 윤진수 | 서울대학교       | 2011년        |
| 제18대 | 윤용석 | 부산대학교       | 2012년        |
| 제19대 | 남효순 | 서울대학교       | 2013년        |
| 제20대 | 윤철홍 | 숭실대학교       | 2014년        |
| 제21대 | 엄동섭 | 서강대학교       | 2015년        |
| 제22대 | 지원림 | 고려대학교       | 2016년        |
| 제23대 | 송덕수 | 이화여자대학교   | 2017년        |
| 제24대 | 이준영 | 전북대학교       | 2018년        |
| 제25대 | 김대정 | 중앙대학교       | 2019년        |
| 제26대 | 정태윤 | 이화여자대학교   | 2020년        |
| 제27대 | 김천수 | 성균관대학교     | 2021년        |
| 제28대 | 박동진 | 연세대학교       | 2022년        |
| 제29대 | 정병호 | 서울시립대학교   | 2023년        |
| 제30대 | 김재형 | 서울대학교       | 2024년        |
| 제31대 | 박수곤 | 경희대학교       | 현재          |

## 조직
- 회장
- 수석부회장
- 연구윤리위원장
- 대외협력위원장
- 교육위원장
- 편집위원장
- 상임이사
  - 총무이사
  - 학술이사
  - 판례이사
  - 재무이사
  - 편집출판이사
  - 협력이사
  - 기획이사
  - 교육이사
  - 국제이사
  - 사업이사
  - 홍보이사
  - 동아시아이사

## 학술지
- 《민사법학》 - 1987년에 창간하여 매년 발행하고 있다.[1]